# Schistostephium hippiifolium
Schistostephium hippiifolium là một loài thực vật có hoa trong họ Cúc. Loài này được (DC.) Hutch. miêu tả khoa học đầu tiên.